# 奧利韋拉杜奧什皮塔爾

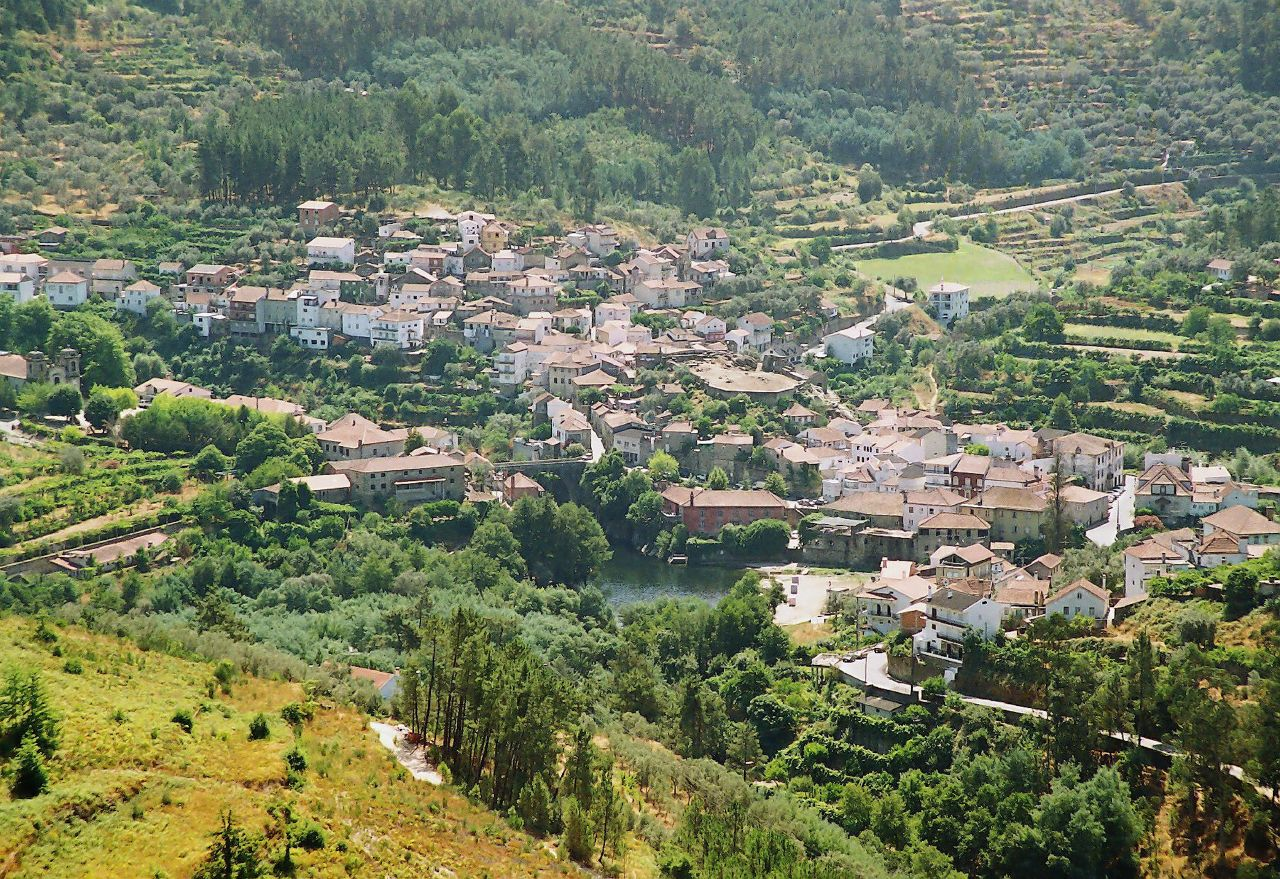

40°21′32″N 7°51′45″W / 40.35889°N 7.86250°W
奧利韋拉杜奧什皮塔爾（葡萄牙語：Oliveira do Hospital），是葡萄牙的城鎮，位於該國中部，由科英布拉區負責管轄，始建於1514年，面積234.52平方公里，2011年人口20,855，人口密度每平方公里88.93人。

## 友好城市
- 法國 蓬圣樊尚